# Claude-Max Lochu

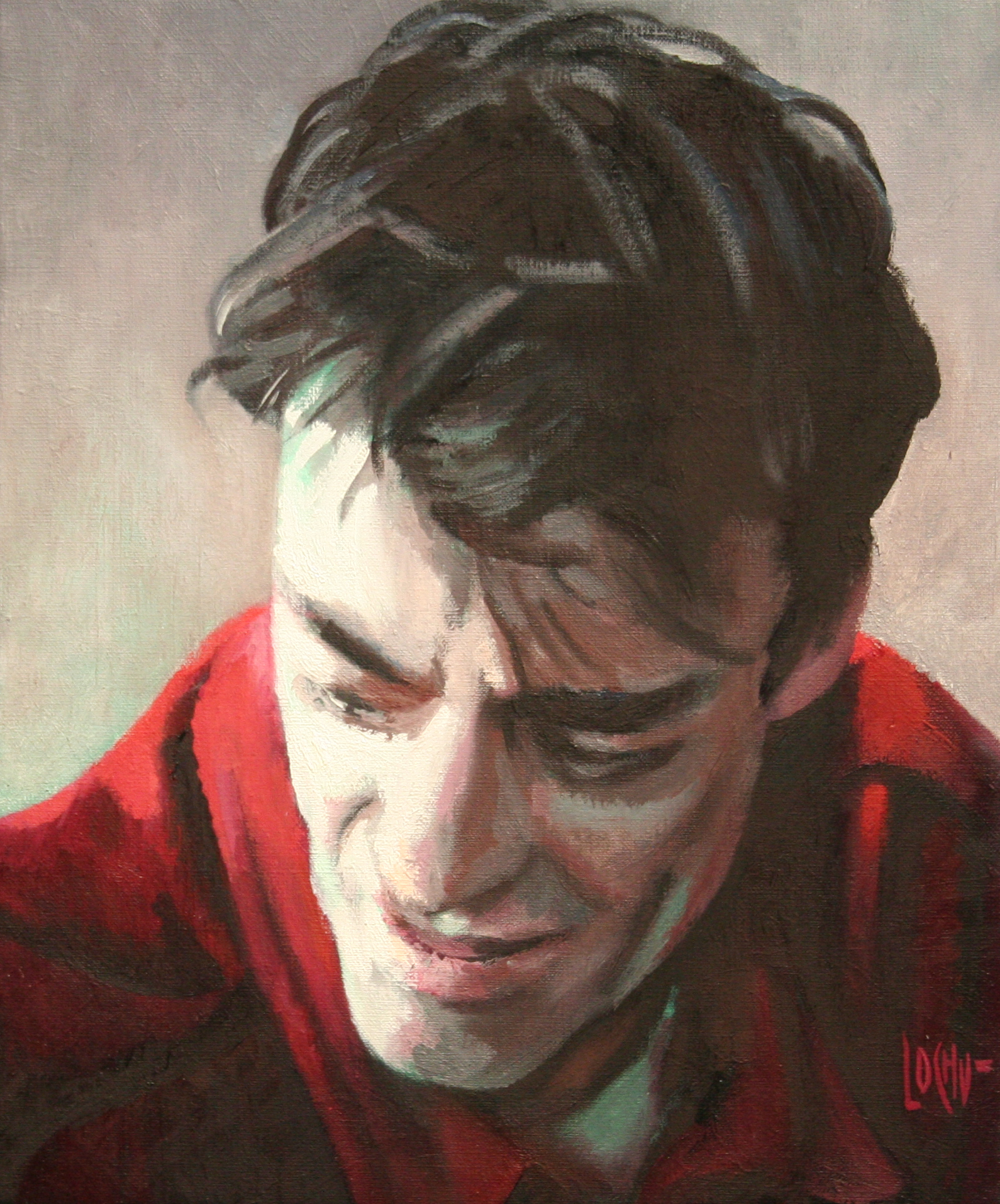
Selbstbildnis in Rot und Grau, 2009, Öl auf Leinwand, 46 × 38 cm

Claude-Max Lochu (* 1951 in Delle, Franche-Comté) ist ein zeitgenössischer Maler und Zeichner. Er studierte an der Kunstakademie in Besançon. Er lebt und arbeitet heute in der Nähe von Paris. Seine Werke wurden in verschiedenen  Museen (Musée de Dole (1985), Musée de Gaillac  (2013) und Musée Faure in Aix-les-Bains) ausgestellt. Im Musée Faure gehören einige seiner Bilder zur permanenten Sammlung.

## Leben und Werk

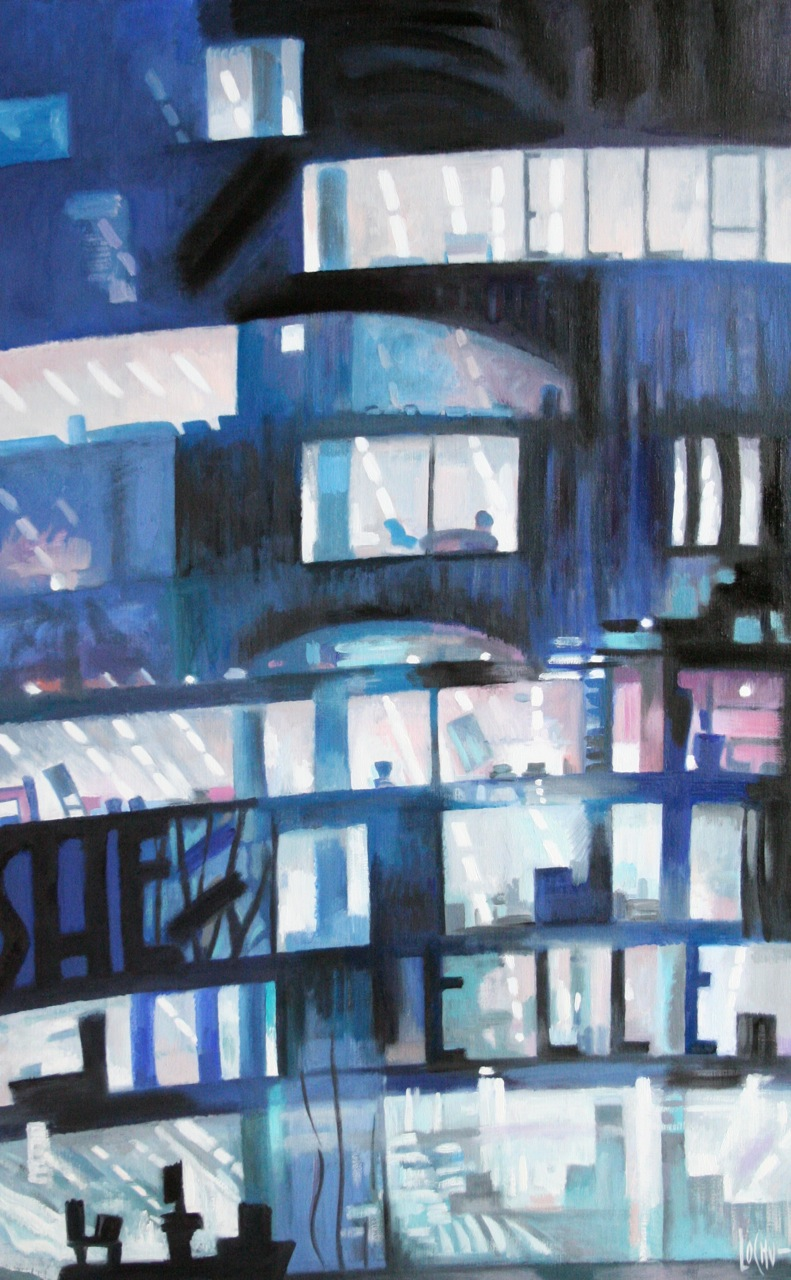
Urban Night Writing, von Claude-Max Lochu, 2010, Öl auf Leinwand, 116 × 73 cm

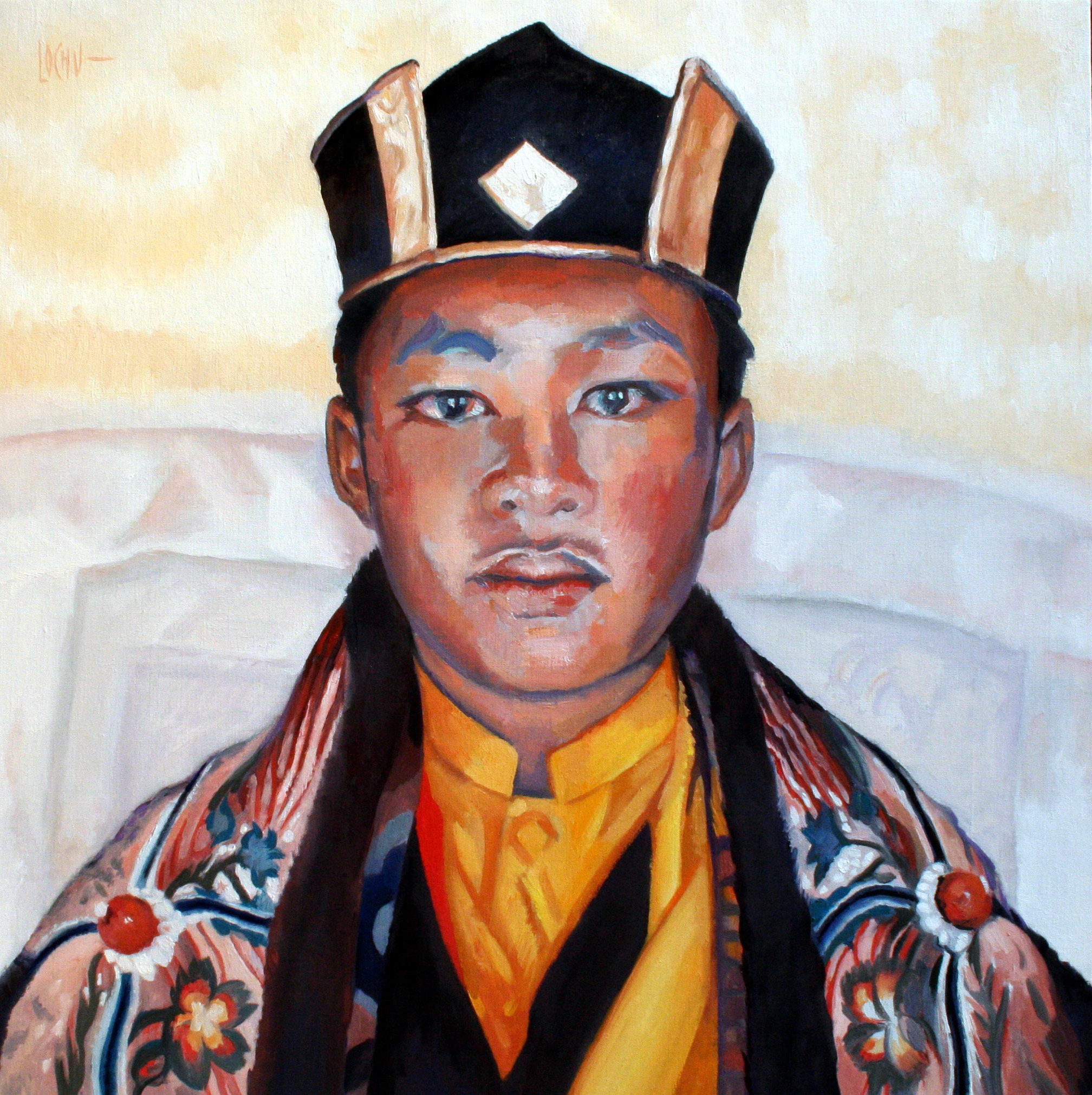
Gyalwa Karmapa (Orgyen Trinley Dorje) von Claude-Max Lochu, für den Tempels des Friedens, 2008

Claude-Max Lochu studierte an der Kunstakademie in Besançon (Werkstatt Jean Ricardon), wo er im Jahre 1975 sein Diplom absolvierte. Seine Werke wurden 1976 zum ersten Mal in Rabat und Tanger in Marokko gezeigt. Er zog 1979 nach Paris, wo er 1981 und 1982 im Salon de Montrouge ausstellte. Während einer Reise nach Japan 1982 studierte er  die Sumi-e Technik mit Tinte zusammen mit dem Künstler Shiko Itoh. 
Wie auch für den Dichter Basho wurden diese Reise, die seine späteren, zu Quellen der Inspiration. Auf diese Weise entstanden die  „Häuser im Himmel“; Städte wie Paris, Rom, Lissabon, Amsterdam, New York, London, Los Angeles und Berlin wurden zu Themen seiner Arbeit. Stillleben und Interieurs gehören zu den beliebten Themen von Claude-Max Lochu, aber auch die Landschaften Südfrankreichs. Die Darstellung der Wirklichkeit bleibt dabei zweitrangig. Bei all den Werken bleibt Poesie der Leitfaden.

## Ausstellungen
Lochus Werke wurden in verschiedenen Museen wie dem Musée de Dole (1985) oder dem Musée Faure in Aix-les-Bains (2000 und 2013) ausgestellt.
Im Jahr 2000 stellte er im  Museum Faure das Bild Aix les Bains vom Boulevard des Anglais aus zum ersten Mal aus. Dieses Gemälde, eine Ansicht der Stadt aus der Vogelperspektive, hängt nun im Haupteingang des Museums. Im Jahr 2012 wurde eine zweite Retrospektive seiner Werke im Neuen Museum Faure gezeigt. Sein Porträt des Auguste Rodin wurde vom Museum für die Sammlung  bestellt.
Seit 2001 sind seine Exponate auch in den Ausstellungen der Accademia libera natura e cultura in Querceto (Toskana, Italien) zu sehen. 2006 nahm er an der Veranstaltung  Frieden und Licht teil, zur Förderung des Weltfriedens und des Interreligiösen Dialogs. Mit der Teilnahme an dieser Veranstaltung unterstützte er den Bau des Tempels des Friedens in der Normandie.
2013 fand eine Ausstellung im Musée des Beaux Arts in Gaillac (Tarn) statt. Von Juli bis September 2013 wurden 26 seiner Ölgemälde, Gouachen und Zeichnungen im  Peugeot-Museum (Sochaux, Doubs) ausgestellt.
Das Fremdenverkehrsamt organisierte eine Besichtigung seines Ateliers in Carrières-sur-Seine im Januar 2014.